# Bernd Frenz
Bernd Frenz (* 1964 in Nienburg/Weser) ist ein deutscher Autor und Journalist.

## Werdegang
Frenz absolvierte eine kaufmännische Ausbildung und studierte Betriebswirtschaft. Anschließend war er als Jugendbetreuer tätig. Seit 1998 ist er freischaffender Autor.
Er arbeitete zunächst (auch unter dem Pseudonym Brian Frost) an Heftromanserien wie Maddrax und Perry Rhodan mit. 2005 verfasste er mit Claudia Kern den Roman „S.T.A.L.K.E.R. - Shadow of Chernobyl: Todeszone“, der die Vorgeschichte des Endzeit-Computerspiels S.T.A.L.K.E.R.: Shadow of Chernobyl erzählt. Zwei Fortsetzungen (nur von Frenz) folgten.
Ab 2009 etablierte Frenz sich als Fantasy-Autor. Im Zentrum seiner Romane steht dabei häufig das Spiel mit Genrekonventionen. In der „Blutorks“-Trilogie (2009/2010) rebelliert ein Ork gegen seine traditionelle Rolle als willen- und geistloser Scherge. In „Das Blut der Nibelungen“ (2011) mischt Frenz die Siegfriedsage mit Motiven des Zombiehorrors; der Roman behauptet ironisch, die „wahre“ Geschichte hinter dem „geschönten“ Nibelungenlied zu sein.
2011 erschien sein Roman „Bannkrieger“, dessen Fortsetzung „Bannstreiter“ 2012 für den Seraph-Phantastikpreises nominiert wurde.
2017 veröffentlichte Frenz mit „Der Groll der Zwerge“ den ersten Band seiner „Völkerkriege“-Trilogie. 2019 erschien der zweite Band, „Die Macht der Elfen“.
Als Journalist veröffentlichte Frenz Artikel und Interviews in Comic-Fachmagazinen wie „Comic-Report“, Reddition, Comixene und Die Sprechblase. Zudem lieferte er u. a. Comic-Szenarien für Zack, das US-Magazin „Heavy Metal“ sowie zahlreichen Lizenzveröffentlichungen zu TV-Serien, darunter Angelo!, DreamWorks Dragons, Power Rangers oder Wickie und die starken Männer.
Frenz lebt und arbeitet in Hannover.

## Veröffentlichungen (Auswahl)

### Die Abenteurer
- Die Abenteurer: Armee der Schattenmänner. Zaubermond-Verlag 2001
- Die Abenteurer: Inseln der Stürme. Zaubermond-Verlag 2002

### Maddrax
- Maddrax: Der Weg des Blutes. Zaubermond-Verlag 2003

### S.T.A.L.K.E.R.
- S.T.A.L.K.E.R. - Shadow of Chernobyl: Todeszone. (mit Claudia Kern) Band 1; Panini Verlag 2005
- S.T.A.L.K.E.R. - Shadow of Chernobyl: Inferno. Band 2; Panini Verlag 2007
- S.T.A.L.K.E.R. Shadow of Chernobyl: Apokalypse. Band 3; Panini Verlag 2008

### Blutorks
- Blutorks: Der Krieger. Band 1; Blanvalet Verlag 2009, ISBN 978-3-442-26608-1
- Blutorks: Der Sklave. Band 2; Blanvalet Verlag 2010, ISBN 978-3-442-26609-8
- Blutorks: Der Befreier. Band 3; Blanvalet Verlag 2010, ISBN 978-3-442-26610-4

### Die Völkerkriege
- Der Groll der Zwerge. Fischer-Tor 2017, ISBN 978-3-596-03617-2
- Die Macht der Elfen. Fischer-Tor 2019, ISBN 978-3-596-29834-1

### Einzelromane
- Bannkrieger. Blanvalet Verlag 2011, ISBN 978-3-442-26807-8
- Das Blut der Nibelungen. Panini Verlag 2011, ISBN 978-3-8332-2255-9
- Bannstreiter. Blanvalet Verlag 2012, ISBN 978-3-442-26808-5